# Hugh Clapperton
Bain Hugh Clapperton (Annan, 18 de maio de 1788 - Socoto, 13 de abril de 1827) foi um oficial da Marinha e explorador da África Ocidental e Central.

## Biografia
Clapperton nasceu em Annan, Dumfriesshire, onde seu pai, George Clapperton, era cirurgião. Ele adquiriu algum conhecimento de matemática prática e navegação e, aos treze anos, foi aprendiz a bordo de uma embarcação que comercializava entre Liverpool e a América do Norte. Depois de ter feito várias viagens através do Oceano Atlântico, ficou impressionado com a marinha, na qual logo alcançou o posto de midshipman. Durante as guerras napoleônicas, ele viu uma grande quantidade de serviços ativos e, quando invadiu Port Louis, nas Maurícias, em novembro de 1810, ele foi o primeiro a arriar a bandeira francesa.[carece de fontes?]
Em 1814, Clapperton foi para o Canadá, foi promovido ao posto de tenente e assumiu o comando de uma escuna nos lagos canadenses. Em 1817, quando a flotilha dos lagos foi desmontada, ele voltou para casa com meio salário. Em 1820, Clapperton se mudou para Edimburgo, onde conheceu Walter Oudney, que despertou seu interesse pelas viagens pela África.[carece de fontes?]

## Morte
Em julho, Clapperton chegou a Kano e daí à capital dos fulas, Socoto, com a intenção de continuar em Bornu e renovar seu conhecimento com o líder dos canúris, Xeique Caneimi. No entanto, os fulas estavam agora em guerra com Caneimi, e o sultão Bello recusou-lhe permissão para sair. Após muitos meses de detenção, atingida por malária, depressão e disenteria, Clapperton morreu, deixando seu servo Lander o único sobrevivente da expedição. Lander voltou para a costa e, em Fernando Po, por extraordinária coincidência, encontrou o velho antagonista de Clapperton, Dixon Denham, que transmitiu a notícia do falecimento de Clapperton em Londres.

## Legado
Clapperton foi o primeiro europeu a dar a conhecer, por observação pessoal, os Estados hauçás, que ele visitou logo após o estabelecimento do Califado de Socoto pelos fulas. Em 1829, o Journal of a Second Expedition into the Interior of Africa., de Clapperton, apareceu postumamente, com um esboço biográfico do explorador por seu tio, Tenente-Coronel S. Clapperton, como prefácio.Richard Lander, que trouxe de volta o diário de seu mestre, também publicou Records of Captain Clapperton's Last Expedition to Africa ... with the subsequent Adventures of the Author (2 volumes, Londres, 1830).